# Jörgen Rörby
Lars Jörgen Rörby, född 
den 26 september 1932 i Uppsala, Uppsala län, död 
den 21 augusti 1988 i Norrtälje, Stockholms län, var gitarrist och lutenist.
Jörgen Rörby har tre söner och en dotter från två äktenskap, Thomas Rörby, Martin Rörby, Michael Rörby och Johanna Rörby.
Jörgen Rörby efterträdde 1974 Roland Bengtsson som gitarrist i Gitarr-Kammartrion.
Till Jörgen Rörbys minne utdelas varje år ’’Jörgen Rörby-stipendiet’’ ur Svenska Gitarr och Luta Sällskapets stipendiefond. Fonden har som huvudsakligt syfte att främja musikalisk undervisning och utbildning genom att dela ut stipendier till unga, lovande gitarrister och lutenister. 
Sällskapet bildades 1968 på initiativ av Jörgen Rörby.